# Berzerk (песня)
«Berzerk» (МФА: [bəːˈzəːk]; c англ. «Берсерк») — песня, которую написал американский рэпер Эминем, выпустил в качестве первого сингла из своего восьмого студийного альбома The Marshall Mathers LP 2. Продюсером стал основатель лейбла Def Jam Recordings — Рик Рубин. Несмотря на то, что Рик Рубин и Эминем ранее не сотрудничали, Рик также стал одним из исполнительных продюсеров альбома. «Berzerk» семплирует сразу три песни: «The Stroke» Билли Сквайера, «The New Style» и «(You Gotta) Fight for Your Right (To Party!)» группы Beastie Boys. Выпуск сингла состоялся 27 августа 2013 года. Песня дебютировала под номером 3 в чарте Billboard Hot 100.

## Видеоклип
26 августа, за день до официального выхода песни, на YouTube было выложено видео. В начале ролика зритель видит стоящий на крыше многоэтажного дома бумбокс (изображён на обложке сингла) с лежащей на нём кассетой. Дом стоит в окружении более высоких. Далее к бумбоксу подходит Eminem и наклонившись (лица не видно, но хорошо видна левая, вытатуированная, рука) вставляет в него кассету, нажимает «Воспроизвести» и уходит из кадра; после начинает играть запись и в центре экрана появляется надпись в две строки «Berzerk — Eminem». В течение всего видеокамера находится в одном положении.
На 1:24 можно заметить фрагмент записи с автомобильного видеорегистратора, где пешеход переходит дорогу на 7ст. Люстдорфской дороги / пр.Академика Глушко в г.Одессе.
На 1:50 можно заметить фрагмент видеоролика «Дрифт на муравье с неожиданной концовкой» с сайта Youtube.
На 2:18 также можно увидеть неизвестного екатеринбургского велоджампера, исполняющего прыжок на площадке у бывшего «Дворца спорта» (ныне КРК «Уралец»).
Сам видеоклип вышел 9 сентября. В нём снялись: Рик Рубин, Кендрик Ламар, Пол Розенберг, Kid Rock, Mr. Porter, Yelawolf, The Alchemist и группа Slaughterhouse.

## Продажи
В первую неделю после выпуска песня была легально скачана в США в количестве 362 тысяч экземпляров. Это позволило ей дебютировать с третьей позиции в чарте Billboard Hot 100. Первый сингл из предыдущего альбома Recovery — «Not Afraid» в своё время добился примерно такого же результата, а именно был продан в размере 379 тысяч экземпляров и дебютировал на первом месте в Hot 100.

## Список композиций
| №  | Название  | Длительность |
| -- | --------- | ------------ |
| 1. | «Berzerk» | 3:58         |

## Участники записи
Информация взята из буклета к альбому The Marshall Mathers LP 2.
Песня была записана в студии Effigy Studios (Детройт, Мичиган) и Shangri La Studios (город Малибу, Калифорния). Сведена в Interscope Studios (Санта-Моника, Калифорния).
| - Eminem — автор песни, исполнитель - Рик Рубин — продюсер - Джейсон Ладер — гитарист, клавишник, звукоинженер, аудиомонтажёр - Луис Ресто — дополнительный клавишник - Майк Стрейндж — дополнительный гитарист, звукоинженер - Dr. Dre — аудиомонтажёр - Маурицио «Veto» Ирагорри — аудиомонтажёр | - Джо Стрейндж — звукоинженер - Тони Кампана — звукоинженер - Шон Окли — ассистент звукоинженера - Филлип Бруссар-младший — ассистент звукоинженера - Эрик Линн — ассистент звукоинженера - Дейв «Squirrel» Ковелл — ассистент звукоинженера |

## Позиции в чартах
| \| Чарт (2013) \| Высшая позиция \| \| ----------------------------------------- \| -------------- \| \| Австралия (ARIA)[10] \| 5 \| \| Австрия (Ö3 Austria Top 40)[11] \| 22 \| \| Бельгия/Фландрия (Ultratop 50)[12] \| 44 \| \| Бельгия/Валлония (Ultratop 50)[13] \| 42 \| \| Канада (Billboard Canadian Hot 100)[14] \| 2 \| \| Дания (Tracklisten)[15] \| 15 \| \| Германия (GfK)[16] \| 10 \| \| Франция (SNEP)[17] \| 10 \| \| Greece Digital Songs (Billboard)[18] \| 7 \| \| Ирландия (IRMA)[19] \| 16 \| \| FIMI[20] \| 25 \| \| Нидерланды (Single Top 100)[21] \| 52 \| \| Новая Зеландия (Recorded Music NZ)[22] \| 12 \| \| Gaon Chart[23] \| 1 \| \| Испания (PROMUSICAE)[24] \| 46 \| \| Швейцария (Schweizer Hitparade)[25] \| 9 \| \| США (Billboard Hot 100)[26] \| 3 \| \| США (Billboard Pop Airplay)[27] \| 30 \| \| США (Billboard Hot R&B/Hip-Hop Songs)[28] \| 2 \| \| США (Billboard Hot Rap Songs)[29] \| 1 \| |                |
| Чарт (2013) | Высшая позиция |
| Австралия (ARIA) | 5              |
| Австрия (Ö3 Austria Top 40) | 22             |
| Бельгия/Фландрия (Ultratop 50) | 44             |
| Бельгия/Валлония (Ultratop 50) | 42             |
| Канада (Billboard Canadian Hot 100) | 2              |
| Дания (Tracklisten) | 15             |
| Германия (GfK) | 10             |
| Франция (SNEP) | 10             |
| Greece Digital Songs (Billboard) | 7              |
| Ирландия (IRMA) | 16             |
| FIMI | 25             |
| Нидерланды (Single Top 100) | 52             |
| Новая Зеландия (Recorded Music NZ) | 12             |
| Gaon Chart | 1              |
| Испания (PROMUSICAE) | 46             |
| Швейцария (Schweizer Hitparade) | 9              |
| США (Billboard Hot 100) | 3              |
| США (Billboard Pop Airplay) | 30             |
| США (Billboard Hot R&B/Hip-Hop Songs) | 2              |
| США (Billboard Hot Rap Songs) | 1              |

## История выпуска
| Страна         | Дата выхода     | Формат                 |
| -------------- | --------------- | ---------------------- |
| США            | 27 августа 2013 | Цифровая дистрибуция   |
| Германия       | 27 августа 2013 | Цифровая дистрибуция   |
| Россия         | 27 августа 2013 | Цифровая дистрибуция   |
| Австралия      | 28 августа 2013 | Цифровая дистрибуция   |
| США            | 3 сентября 2013 | Contemporary hit radio |
| Великобритания | 6 октября 2013  | Цифровая дистрибуция   |